# Weißkehl-Elsternhäher
Der Weißkehl-Elsternhäher (Cyanocorax formosus; Synonym: Calocitta formosa) ist eine in Nord- und Mittelamerika verbreitete Singvogelart aus der Familie der Rabenvögel (Corvidae). Wie der sehr ähnliche Schwarzkehl-Elsternhäher gehört er zur Gattung der Blauraben (Cyanocorax), wobei in einer schmalen Zone im mexikanischen Bundesstaat Jalisco Hybride beider Arten auftreten. Beide Elsternhäher unterscheiden sich optisch deutlich von anderen Rabenvögeln.

## Taxonomie
Der Weißkehl-Elsternhäher wurde 1827 von dem englischen Naturforscher William Swainson anhand eines Exemplars beschrieben, das der Naturforscher William Bullock im mexikanischen Temascaltepec gesammelt hatte. Swainson prägte den binomialen Namen Pica formosa. Das spezifische Epitheton stammt vom lateinischen formosus, was „schön“ bedeutet.
Der Weißkehl-Elsternhäher wurde früher als Calocitta formosa zusammen mit dem Schwarzkehl-Elsternhäher (Calocitta colliei) einer eigenen Gattung (Calocitta) zugeordnet. Als molekulare phylogenetische Studien ergaben, dass die Gattung Cyanocorax im Verhältnis zu Calocitta paraphyletisch ist, wurden die beiden Arten unter Cyanocorax subsumiert, um die Paraphylie aufzulösen. So führten del Hoyo et al. 2016 für den Weißkehl-Elsternhäher den wissenschaftlichen Namen Cyanocorax formosus ein, wenn auch die Bezeichnung Calocitta formosa weiterhin sehr verbreitet ist.
Es werden drei Unterarten unterschieden:
- Cyanocorax formosus formosus (Calocitta formosa formosa, Swainson, 1827), Vorkommen in Colima, Michoacán und Puebla südlich bis Oaxaca (Südwest-Mexiko)
- Cyanocorax formosus azureus (Calocitta formosa azurea, Nelson, 1897), Vorkommen in Oaxaca und Chiapas (Südostmexiko) und West-Guatemala
- Cyanocorax formosus pompatus (Calocitta formosa pompata, Bangs, 1914), Vorkommen in Ost-Chiapas (Südost-Mexiko) und Ost-Guatemala bis Nordwest-Costa Rica

## Merkmale
Der Weißkehl-Elsternhäher unterscheidet sich vor allem durch seine namensgebende weiße Kehle von seiner Schwesterart, dem Schwarzkehl-Elsternhäher (Cyanocorax colliei). Neben Gesicht und Brust des Weißkehl-Elsternhähers ist auch der Bauch weiß. Markant ist ein Gesicht und Kehle einrahmendes schmales schwarzes Band. Das Graublau von Rücken, Flügel und Bürzel geht am Kopf und den Flügelenden in ein leuchtendes Türkisblau über, zum Ende des auffällig langen und versetzt angelegten Schwanzes hin in kobaltblau. Vor allem im Flug gut erkennbar sind die weißen Spitzen der vier äußeren Steuerfedern des Schwanzes. Schnabel und Beine erscheinen schwarz. Am auffälligsten ist der extravagante Kamm aus langen, nach vorne oder hinten gekräuselten Federn. Bei adulten Vögeln können die Stirn- und Kammfedern von schwarz bis überwiegend weiß mit schwarzen Spitzen reichen. Das Gefieder der Weibchen ist dem der Männchen sehr ähnlich, lediglich auf der Oberseite etwas stumpfer, das schwarze Brustband schmaler, der Schwanz kürzer.
Der Weißkehl-Elsternhäher ist zwischen 43 und 56 cm lang und wiegt ca. 210 g.
Jungvögel zeigen ein farblich stumpferes und graueres Federkleid, ein weniger markant ausgebildetes Brustband sowie einen nur kurzen Kamm.

## Lebensweise
Weißkehl-Elsternhäher sind Allesfresser und fressen eine Vielzahl von tierischen und pflanzlichen Stoffen. Als Nahrung dienen wirbellose Tiere wie Insekten und Raupen, Frösche, Eidechsen, Eier und Nestlinge anderer Vögel, Samen, Früchte, Getreide sowie der Nektar von Balsablüten. Jüngere Vögel brauchen mehrere Jahre, um die gesamte Bandbreite der Futtersuchfähigkeiten ihrer Eltern zu erlernen.
Die erwachsenen Tiere einer Gruppe verteidigen das ganze Jahr über Flächen von 10 bis 12 Hektar. Sie ziehen geräuschvoll in geschäftigen Schwärmen von fünf bis zehn Individuen umher. Eine Gruppe besteht aus Weibchen mit einem oder zwei Männchen sowie Jungvögeln unter zwei Jahren. Sobald die männlichen Jungvögel bei ihrer Nahrungssuche ausreichend erfolgreich sind (nach dreizehn bis achtzehn Monaten), verfolgen sie die Strategie, sich mit Weibchen verschiedener anderer Gruppen zu paaren. Die Weibchen bleiben ihr ganzes Leben lang in einer Gruppe. Es gibt in jeder Gruppe eine weibliche Anführerin, die von den anderen Weibchen unterstützt wird, welche auch selbst versuchen, Eier zu legen. Wenn die weibliche Anführerin stirbt, erbt ein anderes Weibchen der Gruppe ihre Position.
Regelmäßig sieht man die Vögel nacheinander in geringer Höhe fliegen, wobei ihre langen Schwänze eine unverwechselbare Silhouette bilden. Der Flug besteht aus mehreren starken Schlägen und einem Gleiten mit ausgebreiteten Flügeln, während sie sich am Boden durch flügelunterstützte Sprünge fortbewegen. Der Weißkehl-Elsternhäher stößt eine Vielzahl von lauten und beeindruckenden Rufen aus, der häufigste ist ein hartes, quietschendes „urach“. Sie belästigen lautstark den Brillenkauz und andere Raubtiere, einschließlich des Menschen. Sein hauptsächlicher Jäger ist der Weißschulterkapuzineraffe.
Das Nest der Weißkehl-Elsternhäher besteht aus einer sperrigen, sorgfältig verarbeiteten Ansammlung von Stöcken, Wurzeln und drahtartigen Fasern. Es wird von beiden Geschlechtern in Bäumen  in einer Höhe von 6 bis 30 m errichtet. Das Weibchen legt in den Monaten Februar bis Juli 3 oder 4 graue, fein braun gesprenkelte Eier, die es bebrütet. Dabei wird es vom Männchen und anderen Mitgliedern der Gruppe gefüttert. Die erwachsenen Tiere vermehren sich kooperativ, d. h. ein Paar brütet und andere Gruppenmitglieder helfen ihnen. Dabei werden die Jungen 90 Tage lang von den Erwachsenen gefüttert. Interessant ist, dass Gruppen zwischen sechs und sieben Mal Nester bauen, bevor sie Erfolg haben. Die Brutzeit dauert 16 bis 22 Tage und die Küken bleiben 20 bis 45 Tage im Nest. In West Guatemala wurden brütende Weißkehl-Elsternhäher auch Ende Dezember bis Anfang Januar beobachtet.

## Lebensraum
Weißkehl-Elsternhäher leben in buschigem offenem Gelände sowie in Laub- und Dornwäldern vom Flachland bis zu ca. 800 m, lokal auch bis zu 1250 m Höhe. Sie halten sich in dornigen Büschen oder Bäumen auf. Oft siedeln sie sich entlang von Wasserläufen an, in der Nähe menschlicher Behausungen oder in Anbaugebieten, wie Kaffeeplantagen.

## Verbreitung

Das Verbreitungsgebiet des Weißkehl-Elsternhäher in Mittelamerika

Weißkehl-Elsternhäher sind in Mittelamerika weit verbreitet. Sie kommen in einem Gebiet vor, das vom Südwesten Mexikos (von Colima und Puebla südwärts über Chiapas) bis zum Nordwesten Costa Ricas reicht.
Dabei erscheint:
- Cyanocorax formosus formosus: in Süd-Mexiko (von Süd-Jalisco, Michoacán und Puebla südwärts bis West-Oaxaca)
- C. f. azureus: am Pazifik in SO-Mexiko (SO-Oaxaca, Chiapas) und West-Guatemala
- C. f. pompatus: in SO-Mexiko (inneres Ost-Oaxaca, inneres Chiapas) und Atlantikseite von Guatemala (Motagua-Tal) südwärts durch El Salvador und W-Honduras bis NW-Costa-Rica.[7]

## Hybride von Weißkehl-Elsternhäher und Schwarzkehl-Elsternhäher
Die Existenz von Hybriden in einer Zone, in der sich die Verbreitungsgebiete der beiden Arten im mexikanischen Jalisco überschneiden, war lange Zeit etwas umstritten (zusammengefasst von Sánchez-González et al.) Einige Autoren glauben, dass es sich bei mutmaßlichen Hybriden einfach um juvenile Schwarzkehl-Elsternhäher handeln könnte, die noch keine vollständig melanisierte Kehle erreicht haben. Dennoch wird immer wieder von Individuen mit gemischten Phänotypen im Bereich der Verbreitungsüberlappung berichtet.
Eine kürzlich durchgeführte genetische Studie heizte die Kontroverse weiter an und stellte fest, dass die anfängliche Divergenz zwischen den Arten vor über 3 Millionen Jahren stattfand. Sie deutet darauf hin, dass es kaum Hinweise auf einen modernen Genfluss gibt.
Theoretisch sollten Hybride von juvenilen Schwarzkehl-Elsternhähern durch andere Gefiedermerkmale wie das Fehlen eines vollständig melanisierten Kamms, stumpfere blaue Federn und einer gelben Lücke unterschieden werden können, was die Möglichkeit bietet, die konkurrierenden Hypothesen anhand von Exemplaren und Fotos zu bewerten. Auf solche Weise bestätigen Pizarro et al. die Existenz einer schmalen Hybridzone in Jalisco, und zwar mit dem überraschenden Ergebnis, dass sich die Position der Hybridzone zwischen historischen (vor 1973) und modernen (nach 2005) Zeiträumen nicht verschoben hat. Dies ist insofern interessant, da sich die Lebensräume im westmexikanischen Tiefland in dieser Zeit in großem Ausmaß verändert haben. Eine anomale Gruppe von Weißkehlindividuen im nördlichen Verbreitungsgebiet des Schwarzkehl-Elsternhähers deutet auf die Möglichkeit einer prähistorischen Ferneinschleppung hin. Zukünftige genomische Daten werden dazu beitragen, die Evolutionsgeschichte dieser Abstammungslinien zu entwirren und besser zu charakterisieren, wie sich der Sekundärkontakt sowohl auf die DNA als auch auf den Phänotyp dieser Arten auswirkt.